# Entrée du village de Voisins
Entrée du village de Voisins est un tableau de Camille Pissarro de 1872. Donation d'Ernest May en 1923, il se trouve actuellement au musée d'Orsay. Peint à Louveciennes, il est reproduit sur le lieu de sa création sur un parcours du Pays des Impressionnistes.

## Description
C’est une huile sur toile qui mesure 46 × 55,5 cm. Le tableau, d'une fraîcheur printanière, représente des arbres ondulés encadrant une voie menant au Château de Voisins. 

## Analyse
C'est l'une des plus belles toiles de Pissarro de la région et l'une des dernières qu'il peignit avant de s'installer à Pontoise.    

## Reproduction sur un parcours du Pays des Impressionnistes

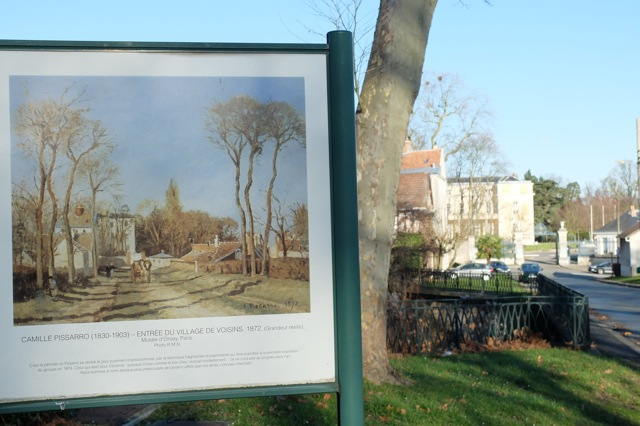
Entrée du village de Voisins par Pissarro, en perspective du Château de Voisins

Une reproduction du tableau grandeur réelle est exposée depuis les années 1990 à l'endroit de sa création, le long d'un parcours du Pays des Impressionnistes sur le côté gauche de la route avant la voie ferrée. Le paysage n'a que peu changé depuis, en dehors de la ligne ferroviaire construite en 1884, en tranchée à ce niveau.

## Représentation sur un timbre de Monaco
À l'occasion du centenaire de la fondation des Impressionnistes, le tableau est représenté sur un timbre de Monaco émis en 1974.